# Salamèche et ses évolutions
Salamèche (ヒトカゲ, Hitokage, dans les versions originales en japonais) et ses évolutions, Reptincel (リザード, Lizardo) et Dracaufeu (リザードン, Lizardon), sont trois espèces de Pokémon de première génération.
Issus de la célèbre franchise de médias créée par Satoshi Tajiri, ils apparaissent dans une collection de jeux vidéo et de cartes, dans une série d'animation, plusieurs films, et d'autres produits dérivés, ils sont imaginés par l'équipe de Game Freak et dessinés par Ken Sugimori. Leur première apparition a lieu au Japon en 1996, dans les jeux vidéo Pokémon Vert et Pokémon Rouge, jeux dans lesquels Salamèche est un des trois Pokémon de départ que le joueur peut choisir pour commencer l'aventure. Les deux premiers Pokémon sont uniquement de type feu et Dracaufeu est du double type feu et vol ; ces trois Pokémon occupent respectivement les quatrième, cinquième et sixième emplacement du Pokédex, l'encyclopédie fictive recensant les différentes espèces de Pokémon.
Depuis la sixième génération, Dracaufeu peut méga-évoluer en Méga-Dracaufeu X (メガ リザードン X, Mega Lizardon X) et en Méga-Dracaufeu Y (メガ リザードン Y, Mega Lizardon Y).

## Création
Propriété de Nintendo, la franchise Pokémon est apparue au Japon en 1996 avec les jeux vidéo Pocket Monsters Vert et Pocket Monsters Rouge. Son concept de base est la capture et l'entraînement de créatures appelées Pokémon, afin de leur faire affronter ceux d'autres dresseurs de Pokémon. Chaque Pokémon possède un ou deux types – tels que l'eau, le feu ou la plante – qui déterminent ses faiblesses et ses résistances au combat. En s'entraînant, ils apprennent de nouvelles attaques et peuvent évoluer en un autre Pokémon.

### Conception graphique
La conception de Salamèche, de Reptincel et de Dracaufeu est le fait, comme pour la plupart des Pokémon, de l'équipe chargée du développement des personnages au sein du studio Game Freak. Leur apparence est finalisée par Ken Sugimori pour la première génération des jeux Pokémon, Pokémon Rouge et Pokémon Vert, sortis à l'extérieur du Japon sous les titres de Pokémon Rouge et Pokémon Bleu,.

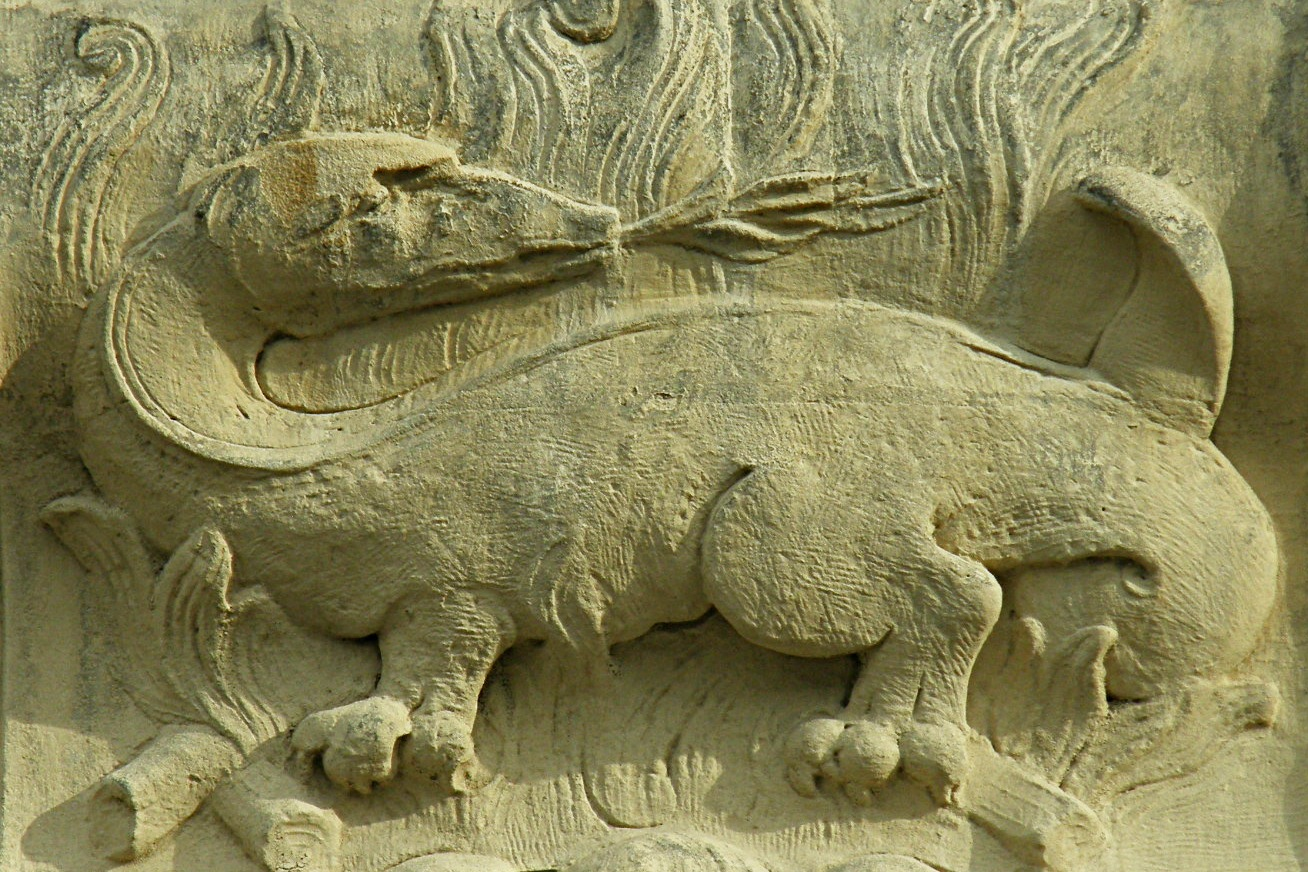
Représentation d'une salamandre crachant du feu sur la place des Héros à Arras.

Nintendo et Game Freak n'ont pas évoqué les sources d'inspiration de ces Pokémon.  Néanmoins, certains fans avancent que Salamèche et Reptincel pourraient être basés sur l'apparence de la créature mythique, la salamandre avec un petit air de dinosaure pour Reptincel quant à Dracaufeu, il pourrait être basé sur l'apparence d'un dragon européen.

### Dénomination
Salamèche, Reptincel et Dracaufeu sont initialement nommés Hitokage (ヒトカゲ), Lizardo (リザード, Rizādo) et Lizardon (リザードン, Rizādon) en japonais. Le nom japonais de Salamèche est un mot-valise formé des mots japonais « hi » (火, feu) et « tokage » (蜥蜴, lézard), qui peut également se lire « hito kage », une ombre humaine projetée par la flamme de ce Pokémon.  Ces noms sont ensuite adaptés dans trois langues lors de la parution des jeux en Occident : anglais, français et allemand ; le nom anglais est utilisé dans les autres traductions du jeu.
Nintendo choisit de donner aux Pokémon des noms « astucieux et descriptifs », liés à l'apparence ou aux pouvoirs des créatures, lors de la traduction des jeux ; il s'agit d'un moyen de rendre les personnages plus compréhensibles pour les enfants. Hitokage est traduit par « Charmander » en anglais, « Glumanda » en allemand et « Salamèche » en français ; Lizardo devient « Charmeleon » en anglais, « Glutexo » en allemand et « Reptincel » en français et Lizardon s'appelle « Charizard » en anglais, « Glurak » en allemand et « Dracaufeu » en français. Selon IGN, les noms anglais sont des mots-valises avec comme préfixe le mot « char » (roussir en français) et respectivement le suffixe « -mander » de « salamander » (salamandre), le mot « chameleon » (caméléon) et le mot « lizard » (lézard).
La version française est directement traduite de la version originale en japonais. Les noms français sont également des mots-valises : Salamèche est composé des mots « salamandre » et « mèche » (évoquant sa queue enflammée), Reptincel de « reptile » et d'« étincelle » et Dracaufeu de « dragon » (en latin draco) et de l'alerte « Au feu ! ». L'idée de ces noms est d'avoir une gradation tant dans l'animal (salamandre - reptile - dragon) que dans son attribut (mèche - étincelle - feu),.

## Description
Ces trois Pokémon sont les évolutions les uns des autres : Salamèche évolue en Reptincel puis en Dracaufeu. Dans les jeux vidéo, ces évolutions surviennent en atteignant respectivement le niveau 16 et le niveau 36,. Pour évoluer en Dracaufeu, Salamèche est obligé d'évoluer en Reptincel.
Comme pratiquement tous les Pokémon, ils ne peuvent pas parler : lors de leurs apparitions dans les jeux vidéo tout comme dans la série d'animation, ils sont capables de communiquer juste verbalement en répétant les syllabes de leur nom d'espèce en utilisant différents accents, différentes tonalités, et en s'exprimant par le langage corporel.

### Salamèche
L'intensité de la flamme peut être un indicateur du statut physique et émotionnel de Salamèche. Quand l'intensité de la flamme est diminuée, Salamèche est faible et sa santé pourrait être en danger. Quand la flamme brûle normalement, Salamèche se porte bien. Quand Salamèche est heureux, la flamme peut remuer, mais elle peut tout aussi bien flamber violemment quand il est excité ou en colère. Si la flamme devait s'éteindre, cela signifierait la mort de Salamèche. Bien que Salamèche ne meure pas automatiquement quand il tombe dans l'eau, rester dans l'eau pendant trop longtemps pourrait se révéler une activité fatale. La vie d'un Salamèche est particulièrement mise en danger en temps de pluie, et chaque goutte d'eau qui tombe sur Salamèche crée un nuage de buée brillant. Parfois, les bébés Salamèche qui ne se sont pas encore familiarisés avec leurs flammes se brûlent par accident. Un Salamèche préfère généralement vivre dans un endroit chaud comme des montagnes proches des volcans.

### Reptincel

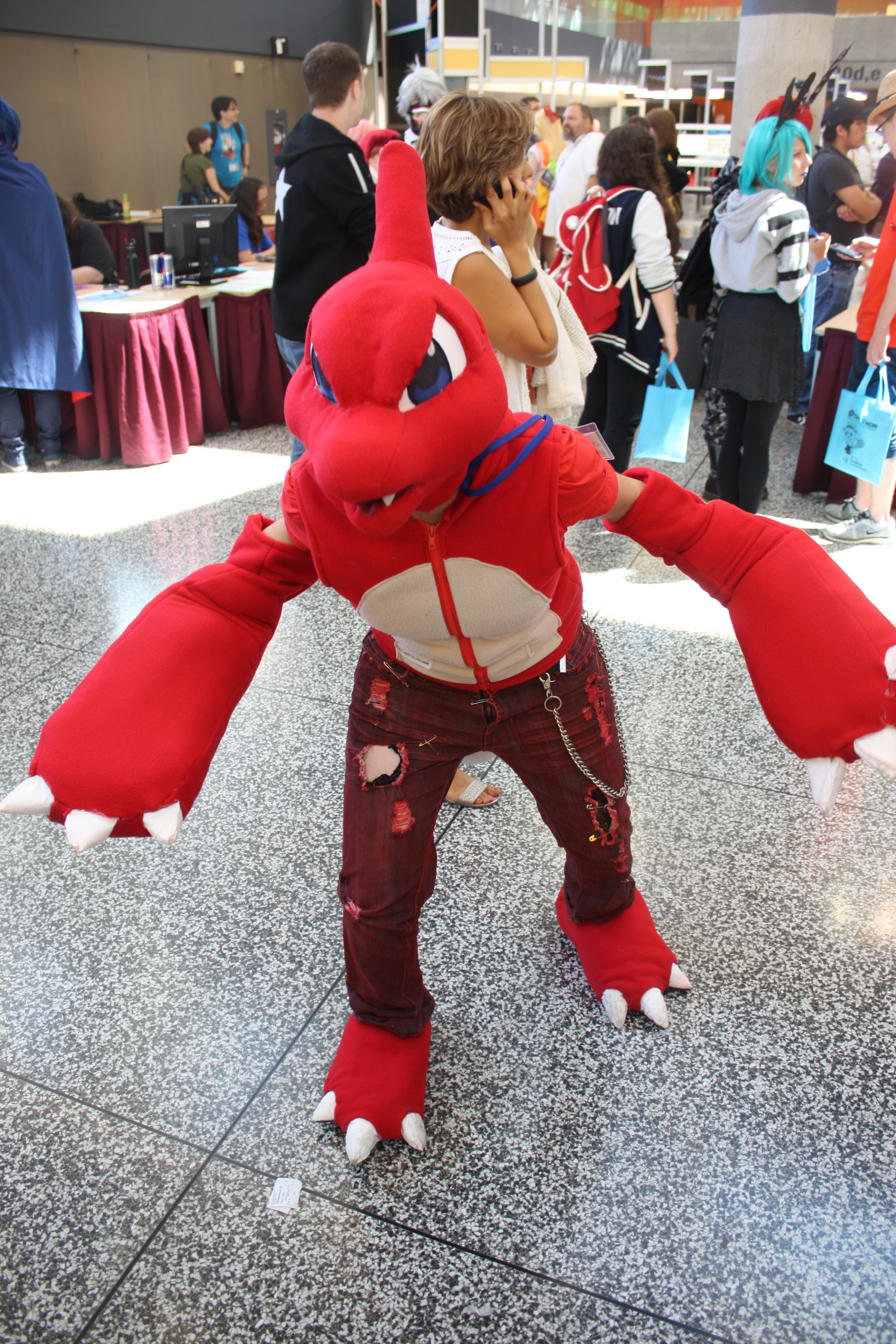
Cosplay de Reptincel à l'Otakuthon 2014, à Montréal (Canada).

Reptincel est un lézard bipède et rouge foncé avec une corne sur le dos de sa tête, similaire à celle des dinosaures de la famille Saurolophus. Son évolution et sa pré-évolution sont tous deux orange clair, ce qui fait de Reptincel le membre le plus foncé de son groupe d'évolutions. Ses avant-bras sont beaucoup plus larges et plus nets que ceux de Salaméche, et contrairement à sa pré-évolution plus docile, Reptincel possède un tempérament colérique et crache des flammes bleuâtres quand il est énervé. Il est excessivement sauvage de nature, et adore le combat. Quand il est excité, la flamme sur sa queue peut devenir bleu-clair. Il taillade sans merci ses adversaires avec ses puissantes griffes et utilise sa queue enflammée pour les assommer. Sa queue est capable de porter cinq adultes ; en secouant sa queue, Reptincel peut augmenter la température ambiante autour de lui.
Comme son évolution et sa pré-évolution, Reptincel a une flamme qui brûle au bout de sa queue ; mais, contrairement à sa pré-évolution, Salaméche, Reptincel cherche constamment des combats, et se calme seulement une fois qu'il gagne. Reptincel peut attaquer avec ses griffes ainsi qu'avec sa queue enflammée, et peut cracher du feu quand il est excité.

### Dracaufeu
Dans la franchise Pokémon, un Dracaufeu commence en tant que Salamèche, et au fur et à mesure qu'il gagne de l'expérience, il évolue en Reptincel, puis en Dracaufeu. En évoluant en Dracaufeu, il acquiert une paire d'ailes puissantes qui s'ajoutent au souffle de feu qu'il a obtenu dans ses précédentes évolutions. Les flammes que Dracaufeu crée sont plus chaudes que celles créées par Reptincel ; à pleine puissance, elles sont dites d'avoir la force de fondre la pierre ou de larges glaciers. D'après le Pokédex, les Dracaufeu possèdent un fort sens inné de l'honneur, et se servent de leurs griffes pour chasser ou attaquer les adversaires plus faibles, utilisant leurs attaques de feu uniquement contre des adversaires qu'ils considèreraient égaux à eux. Le Pokédex dit aussi que la puissance de leurs attaques de feu est tellement volatile qu'une utilisation accidentelle ou imprudente peut causer des feux de forêt et autres désastres.
Dracaufeu n'est pas de type dragon mais de type vol, en effet, son nom original est Lizardon. Le suffixe-don est souvent attribué aux dinosaures  et aux ptérosaures.Il reçoit deux méga-évolutions dans Pokémon X et Y.

Cosplay de Dracaufeu à la Gamescom 2016, en Allemagne.
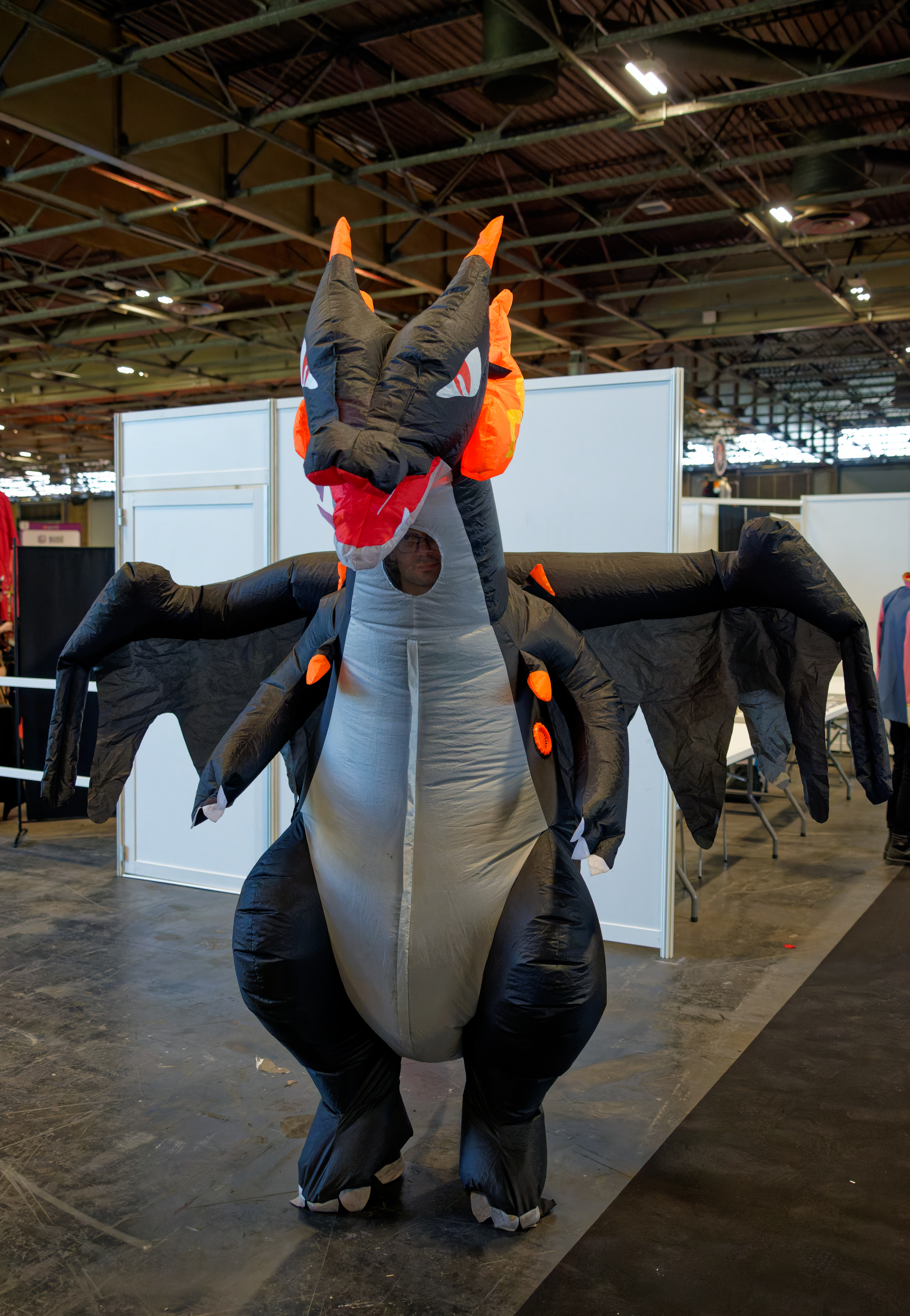
Cosplay de Méga-Dracaufeu X à la Japan Expo 2023, en Île-de-France.
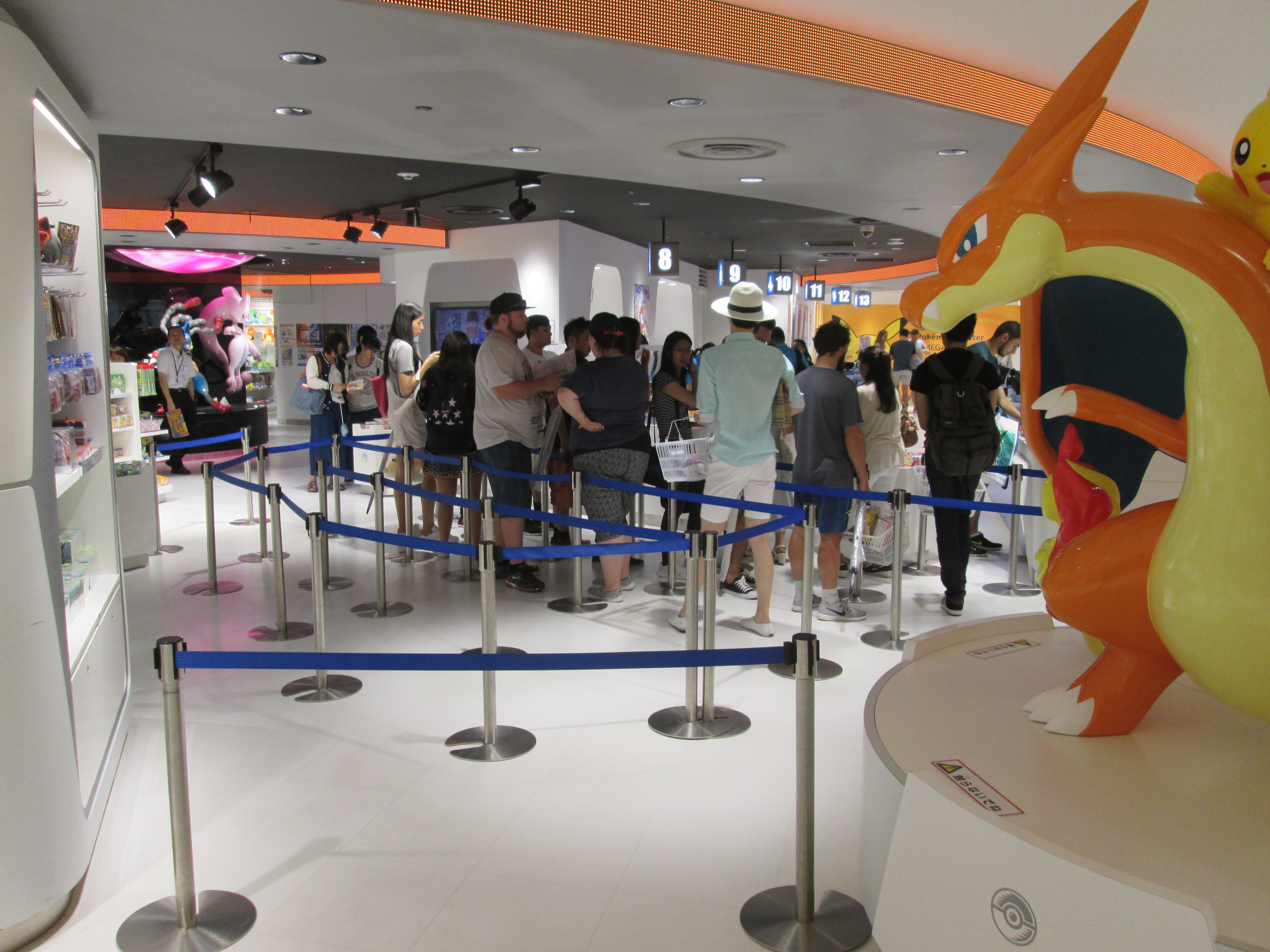
Sculpture de Méga-Dracaufeu Y au Mega Tokyo Pokémon Center, au Japon.

## Apparition

### Jeux vidéo
Salamèche, Reptincel et Dracaufeu apparaissent dans la série de jeux vidéo Pokémon. D'abord en japonais, puis traduits en plusieurs autres langues, ces jeux ont été vendus à près de 200 millions d'exemplaires à travers le monde. Ils font leur première apparition le 27 février 1996, dans les jeux japonais Pocket Monsters Aka (ポケットモンスター 赤, Poketto Monsutā Aka, Pocket Monsters Rouge) et Pocket Monsters Midori (ポケットモンスター 緑, Poketto Monsutā Midori, Pocket Monsters Vert) (remplacé dans les autres pays par la version Bleue). Salamèche peut être choisi comme Pokémon de départ dans les versions Rouge, Bleue, Rouge feu et Vert feuille, et dans la version Jaune, le Pokémon est offert. Pour l'obtenir avec ses évolutions dans les autres jeux, il faut les échanger. Il s'agit de la seule espèce starter faible contre le premier champion d'arène.
Il est possible d'avoir un œuf de Salamèche, en faisant se reproduire deux Pokémon dont au moins un Salamèche, un Reptincel ou un Dracaufeu femelle. Cet œuf éclot après 5 120 pas, et un Salamèche de niveau 5 en sort. Salamèche, Reptincel et Dracaufeu appartiennent aux groupes d'œuf dragon et monstre. Leurs capacités spéciales sont « Brasier », qui donne une puissance multipliée par 1,5 aux attaques feu lorsque les PV de ce Pokémon sont inférieurs au tiers et « Force Soleil » qui diminue les PV mais qui augmente l'attaque lorsque le soleil brille.
Salamèche, Reptincel et Dracaufeu apparaissent dans d'autres jeux de la franchise Nintendo. Ils apparaissent tous les trois dans Pokémon Snap, Pokémon : Donjon Mystère. Salamèche apparait aussi dans les jeux Pokémon Stadium et Pokémon Stadium 2 et Pokémon Channel. Dracaufeu apparait aussi dans Pokémon Ranger. Tandis que Salamèche et Dracaufeu apparaissent dans le jeu Super Smash Bros., Dracaufeu est aussi vu dans Super Smash Bros. Melee comme adversaire. Dans Super Smash Bros. Brawl, Dracaufeu est jouable à travers le personnage dresseur Pokémon aux côtés d'Herbizarre et de Carapuce. Dans Super Smash Bros. for Nintendo 3DS / for Wii U, Dracaufeu est aussi jouable (comme Pikachu par exemple). Pour les vingt ans de Pokémon, dans Super Mario Maker, Mario peut prendre un costume de Salamèche.

### Série télévisée et films
La série télévisée Pokémon et les films qui en sont issus narrent les aventures d'un jeune dresseur de Pokémon du nom de Sacha, qui voyage à travers le monde pour affronter d'autres dresseurs ; l'intrigue est souvent distincte de celle des jeux vidéo. Sacha obtient Salamèche à l'épisode 11, Le Pokémon abandonné, après que son dresseur d'origine l'ait abandonné sur un rocher,. Son Salamèche évolue en Reptincel à l'épisode Un Pokémon tout n'œuf, puis en Dracaufeu, trois épisodes après, à l'épisode L'attaque des Pokémon préhistoriques afin de combattre Ptéra. En évoluant en Reptincel, et aussi en Dracaufeu, le Pokémon devient très désobéissant et combattait uniquement quand il en avait envie. Pendant un combat, par exemple, Sacha a envoyé Dracaufeu combattre un Rhinoféros, mais Dracaufeu refusa et s'envola en dehors de l'arène, faisant perdre à Sacha cette manche du combat. À une occasion, son refus d'obéir à Sacha mena à la perte de la finale de la Ligue Kanto. Il devint plus loyal envers Sacha pendant un combat dans les Îles Oranges quand il se battait contre un Tartard et qu'il fut glacé. Grâce aux efforts et aux sacrifices de Sacha pour le sauver d'une mort certaine, Dracaufeu commença à obéir à Sacha, et vainquit le Tartard en question dans un autre match. Il resta dans l'équipe de Sacha, ce qui aida ce dernier à gagner la Ligue Orange. Il resta ensuite dans la vallée Dracaurifique, une réserve où beaucoup de Dracaufeu sauvages combattent pour devenir plus forts, probablement à cause de sa rencontre avec Charla, une Dracaufeu femelle avec qui il a noué des liens. Dracaufeu réapparait dans la saison Battle Frontier pour combattre Artikodin, puis dans le cycle 4 pour combattre un Dracolosse.
Dracaufeu est le Pokémon le plus puissant de Sacha et le premier à avoir vaincu un Pokémon légendaire suivi de Jungko qui a vaincu Darkrai et de Pikachu qui a vaincu Regice et Latios.
Richie, le sosie de Sacha, possède également un Salamèche nommé Pyro qui est la copie conforme du Salamèche de Sacha. Un Reptincel du dresseur appelé Jimmy apparaît dans l'épisode L'arbitre, il est accompagné de Carabaffe et de Herbizarre. 
Dans Pokémon Chronicles, une collection d'histoires séparées de la série animée principale, et en tant que Pokémon de départ, Salamèche peut aussi être vu aux côtés de Bulbizarre et Carapuce dans les épisodes où apparaissent les dresseurs de Kanto qui commencent leurs aventures Pokémon, comme l'épisode Le Grand Départ. Dans le premier film Pokémon, Mewtwo a cloné un Salamèche qui a depuis évolué en Dracaufeu et l'utilise (aux côtés des clones de Florizarre et de Tortank) pour battre les dresseurs qu'il a invité sur son île pour combattre.

### Jeu de cartes
Dans la première série de cartes à jouer éditée, la carte Dracaufeu était la plus rare, a fortiori dans sa version holographique. En 2016, l'édition originale japonaise de cette carte était estimée à 27 000 euros. En 2020, une carte de Dracaufeu se vend à plus de 300 000 euros.

## Accueil
Dracaufeu est la mascotte de Pocket Monsters Rouge, sortie en 1996 au Japon avec la Pocket Monsters Vert, puis mondialement sous le titre de Pokémon version rouge ainsi que de sa réédition Pokémon version Rouge Feu, sortie mondialement en 2004. Les lecteurs d'IGN ont élu leurs cent Pokémon les plus populaires. Dracaufeu termine le premier comme le sentaient les organisateurs du concours. Ils pensaient voir soit Pikachu, soit Mew, soit Mewtwo ou soit un des trois starters. Il termine devant Mewtwo et Tortank. Reptincel occupe le 33e emplacement, il s'agit d'un des premiers Pokémon que l'on voit évoluer, si on prend Salamèche. Ce dernier se place à la 37e place et est dernier de sa lignée d'évolution, car les joueurs préfèrent les Pokémon évolués. 
Dracaufeu apparaît sur différentes consoles, dont la Nintendo 64, la Game Boy Advance SP et la Nintendo 3DS XL. En 2000, la question « Quelle est l'évolution de Salamèche ? » a permis à un candidat de l'émission Qui veut gagner des millions ? de remporter la somme de 300 000 francs. Salamèche apparaît dans le film Austin Powers dans Goldmember. Trois cocktails inspirés de la famille d'évolution ont été créés par The Drunken Moogle ; il s'agit d'un mélange entre du jus de grenadine et du whisky à la cannelle. Pour la Coupe du monde de football de 2014, Salamèche et d'autres Pokémon deviennent les mascottes officielles de l'équipe du Japon de football.
En 2015, un Américain s'est tatoué un dessin de Salamèche sur le ventre, tout en étant sous l'emprise de l'alcool et du xanax. Le résultat, raté, a été diffusé sur les réseaux sociaux et a fait l'objet de nombreux détournements, au point de devenir un mème.